# 伯恩 (巴伐利亚州)
伯恩是德国巴伐利亚州的一个市镇。总面积20.53平方公里，总人口728人，其中男性408人，女性320人（2011年12月31日），人口密度35人/平方公里。